# Dota Pro Circuit
Dota Pro Circuit (DPC) är ett turneringsformat för spelet Dota 2. Formatet introducerades 2017 av Valve för att enklare bjuda in lag till The International.

## Format
Inom Dota Pro Circuit existerar två olika turneringsformat. De tolv bästa lagen i slutet av DPC-säsongen får en direkt inbjudan av Valve till nästa upplaga av The International.

### Major
En turnering som Valve sponsrar där två lag bjuds in från olika regioner av världen. Turneringen har en prispott på minst 1,000,000 dollar, motsvarar tio miljoner svenska kronor. En major sker genom ett LAN där alla lagen bjuds in och spelar på en scen med en publik.

### Minor
En turnering som fungerar likt en major, dock är prispotten minst 150,000 dollar, motsvarar en och en halv miljon svenska kronor. Lagen kvalar in i turneringen genom poäng som intjänas baserat på deras resultat i turneringar.

## Säsonger
De flesta turneringar som sponsras av Valve klassificeras som en minor eller en major. DPC-systemet introducerades 2017 som ett underlag för Valve att lättare välja vilka lag som ska bjudas in till nästa turnering. Systemet har fått stor kritik från professionella Dota 2 spelare.